# Renaud III de Grancey
Renaud III de Grancey (né vers 1135 - † en 1189) est seigneur de Grancey à la fin du XIIe siècle. Il est le fils d'Eudes Ier de Grancey, seigneur de Grancey, et de Nova de Frolois.

## Biographie
Né vers 1135, il est le fils aîné d'Eudes Ier de Grancey, seigneur de Grancey, et de son épouse Nova de Frolois (fille de Pons de Frolois, seigneur de Frolois).
Vers 1175, il fait don à l'abbaye de Cîteaux de ses terres et de son moulin de Saulon, avec l'approbation de sa femme Dameron et de se enfants Eudes et Pons, ainsi que de son père Eudes Ier, seigneur de Grancey.
Vers 1185, son père décide de devenir Templier à la commanderie de Bure et Renaud lui succède à la tête de la seigneurie de Grancey,.

Miniature du siège de Saint-Jean-d'Acre, Bibliothèque Municipale de Lyon.

Dès octobre 1187, le duc de Bourgogne Hugues III projette de partir en croisade en Terre Sainte avec les souverains de France et d'Angleterre, et Renaud fait probablement parti des seigneurs bourguignons qui décident de l'accompagner. Toutefois, les préparatifs du duc et des rois français et anglais durent plus de deux ans et Renaud préfère ne pas les attendre et rejoint avec son frère puîné Milon de Grancey la troisième croisade sans ses suzerains.
Les deux frères sont ainsi présents au siège de Saint-Jean-d'Acre avant octobre 1189. En effet, le 25 octobre 1189, Renaud et son frère font don aux Templiers de ce qu'ils possèdent à Peisso-lo-Franc et à Bussières, avec l'approbation de son frère Milon.
Tous deux décèdent ensuite avant la fin de l'année 1189 et font probablement parti des premières victimes bourguignonnes de ce siège.
Renaud est remplacé par son fils aîné Eudes II en tant que seigneur de Grancey.

## Mariage et enfants
Il épouse Dameron de Chastellux, ou Damette, fille d'Artaud de Chastellux et d'Alasia, dont il a au moins trois enfants, :
- Eudes II de Grancey, qui succède à son père.
- Pons de Grancey, cité dans une charte de 1175 de l'abbaye d'Auberive.
- Aimon de Grancey, trésorier de l'église de Langres.

Devenue veuve en 1189, Dameron de Chastellux se marie en secondes noces en 1194 à Otto d'Estrabonne.

## Source
- Ernest Petit, Histoire des ducs de Bourgogne de la race capétienne, 1888.